# Marv Huffman
Marvin Huffman, detto Marv (New Castle, 14 marzo 1917 – Akron, 15 maggio 1983), è stato un cestista statunitense.

## Carriera
Fu il secondo giocatore della storia a vincere il premio di Most Outstanding Player del Torneo NCAA. Venne premiato nel 1940, dopo la vittoria nel Torneo di pallacanestro maschile NCAA Division I 1940 con la maglia degli Indiana Hoosiers.
Nella stagione 1940-1941 disputò 22 partite con gli Akron Goodyear Wingfoots in National Basketball League.
Dal 1981 il suo nome figura nell'Indiana Basketball Hall of Fame.

## Palmarès
- Campione NCAA (1940)
- NCAA Final Four Most Outstanding Player (1940)